# Trío Ucanca
El Trío Ucanca es un grupo musical originario de la isla de Tenerife que actúa en fiestas populares, interpretando temas propios y de otros autores, en su mayoría de los géneros musicales del Bolero y la Balada.

## Historia
El Trío nace en Santa Cruz de Tenerife en diciembre de 1959, con el nombre de Trío Los Caribes. Formado por su vocalista Saturnino Rodríguez Cubas “Chicho”, primera voz y guitarra; Roberto González “el Gemelo”, segunda voz y guitarra y Pedro Pérez, tercera y requinto. En 1963 pasaron a llamarse Trío Ucanca. El primer premio en el programa Aplauso de TVE que conducía José Luis Barcelona, en el año 1964, les permitió girar por toda la España peninsular. Además, fueron representantes de Canarias en el Festival Internacional del Atlántico de 1967 que se celebraba en la ciudad del Puerto de la Cruz en Tenerife, con el tema Noches de verano de José Manuel Cabrera y Emeterio Gutierrez Arvelo.